# Sacchetto di plastica

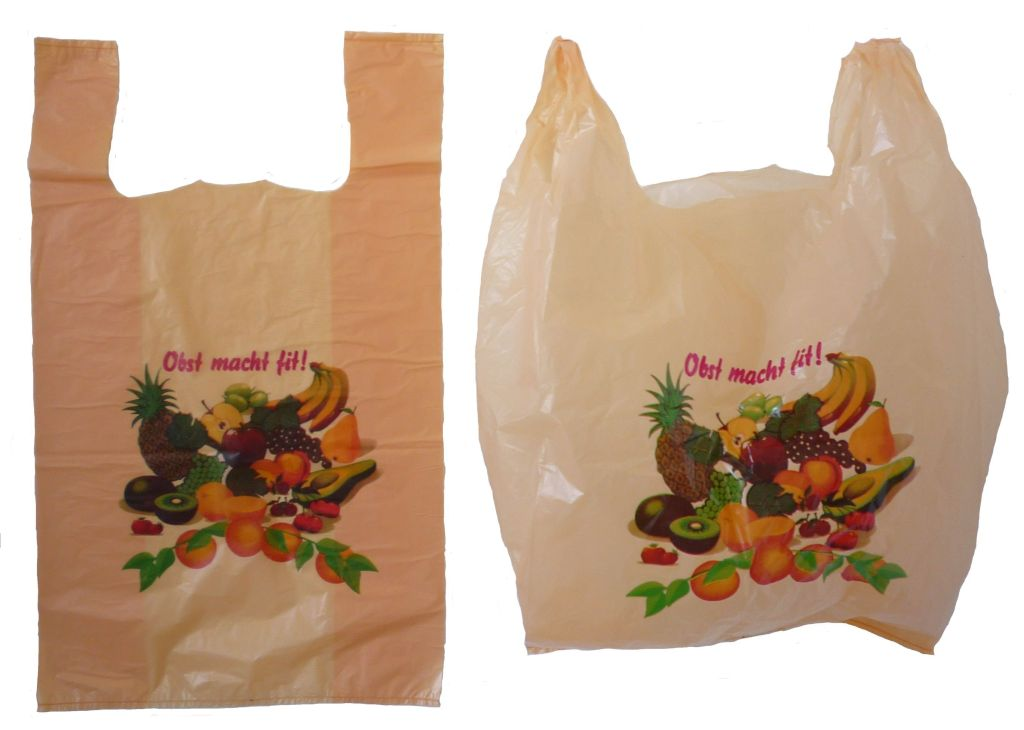
Una busta della spesa in plastica, prima (a sinistra) e dopo l'uso (a destra)

Un sacchetto di plastica (comunemente chiamato anche busta o borsa di plastica) è un particolare tipo di imballaggio costituito da un velo sottile e flessibile in materiale plastico (in genere polietilene).
I sacchetti di plastica, a parità di volume, hanno un peso minore rispetto a molti altri tipi di imballaggi (quali ad esempio scatole di cartone o barattoli di vetro).

## Storia
L'invenzione del sacchetto di plastica è attribuita all'ingegnere svedese Sten Gustaf Thulin, che sviluppò tale brevetto nel 1965 per l'azienda Celloplast di Norrköping.
Nel 1982 le aziende di supermercati Safeway e Kroger rimpiazzarono nei loro supermercati i sacchetti in carta con i sacchetti in plastica.
La United States International Trade Commission ha stimato che il numero di sacchetti di plastica utilizzati negli Stati Uniti nel 2009 è stato pari a 102 miliardi.
In Italia il 1º gennaio 2011 è entrato in vigore per gli esercizi commerciali il divieto di vendere alla clientela sacchetti di plastica per portare via la spesa: per tale scopo è obbligatorio mettere a disposizione sacchetti biodegradabili e compostabili in breve tempo.

## Tipi di sacchetti di plastica

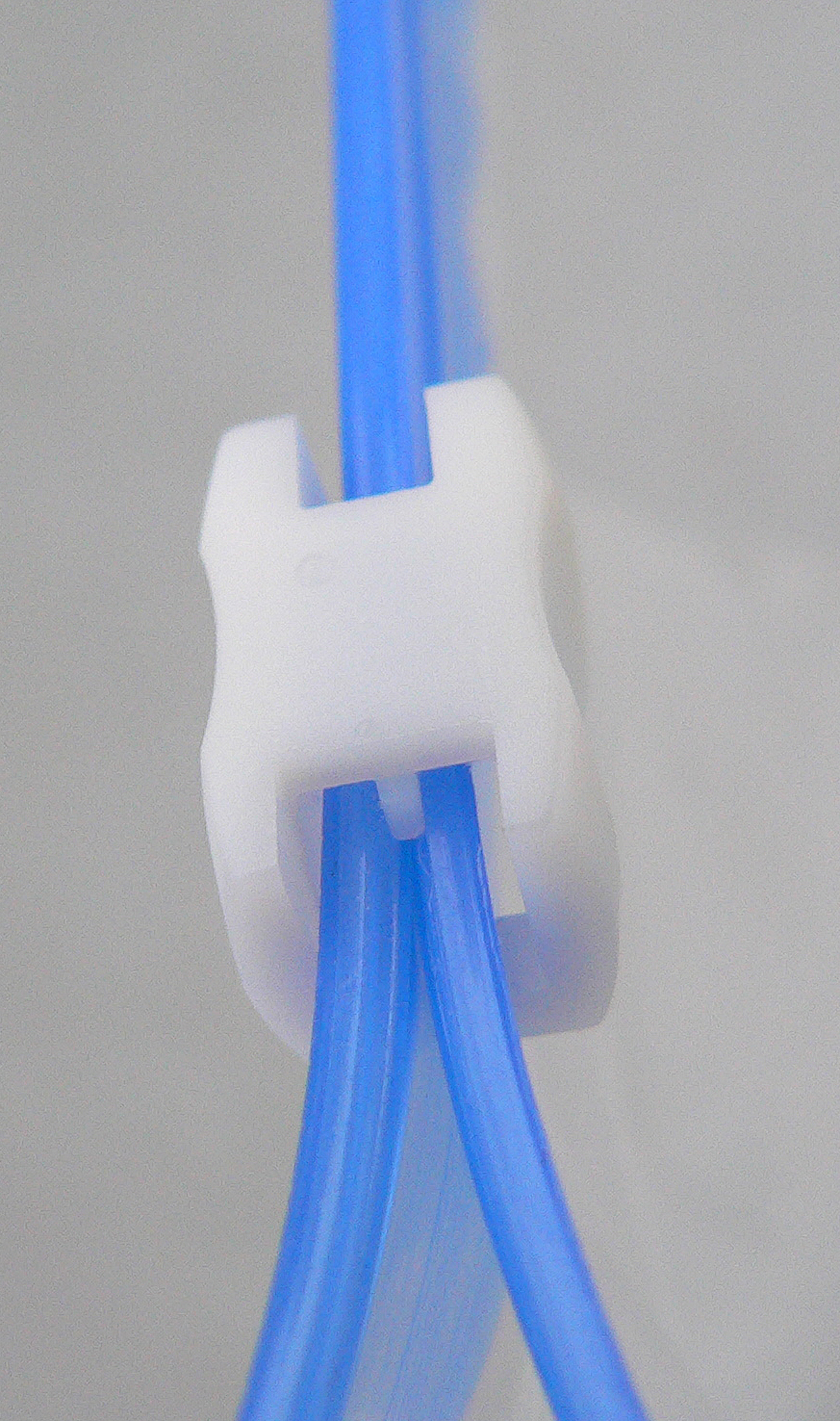
Sistema di chiusura con zip per sacchetti di plastica.

Esistono diversi tipi di sacchetti di plastica; si preferisce uno o l'altro a seconda dell'uso al quale il sacchetto è destinato.
Per quanto riguarda la loro forma, i sacchetti di plastica possono essere:
- aperti da un lato (in modo da introdurre ed estrarre i beni che contiene);
- sigillati (ad esempio per mantenere la freschezza dei cibi o per evitare la perdita dei beni durante il loro trasporto);
- chiusi attraverso particolari sistemi a zip;
- dotati di maniglie per il trasporto (ricavate tagliando il film di cui è costituito il sacchetto o incollate al sacchetto).

## Utilizzi
I sacchetti di plastica vengono utilizzati per contenere e trasportare beni di vario genere (ad esempio: cibi, polveri, ghiaccio, composti chimici e rifiuti).
Alcuni esempi di utilizzo sono i seguenti:
- sacchetti per la spesa;
- sacchetti per i rifiuti;
- in ambito medico, per il contenimento di fluidi organici (ad esempio sangue o urina) o soluzioni per fleboclisi;

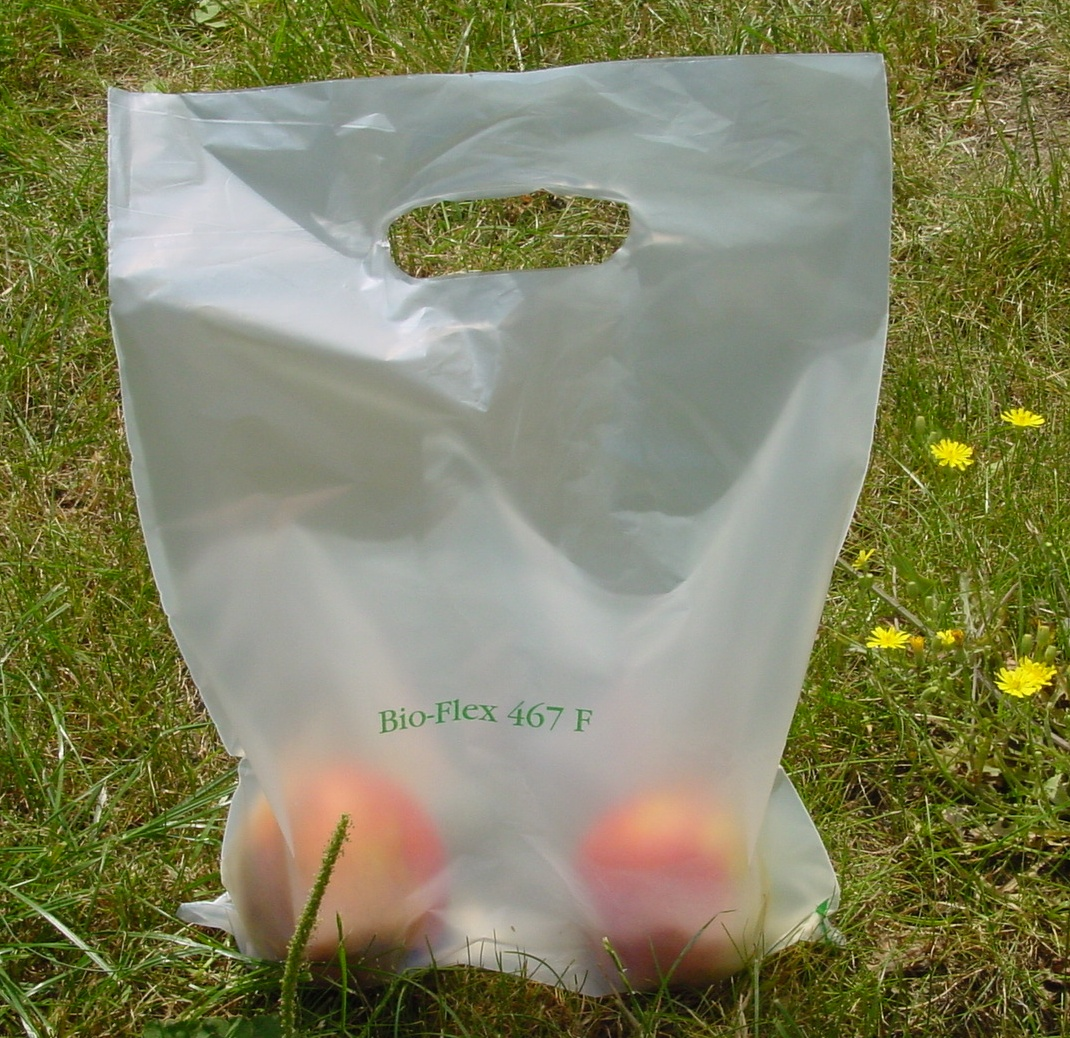
Sacchetto di plastica per la spesa in PLA.
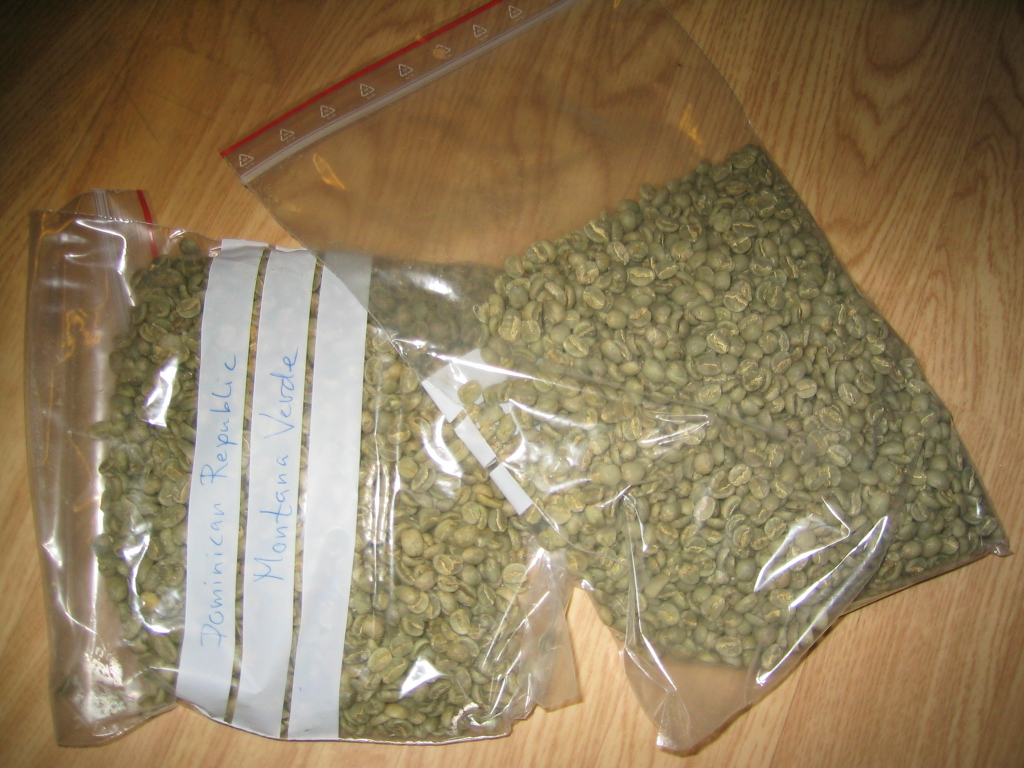
Chicchi di caffè conservati in sacchetti di plastica dotati di zip.
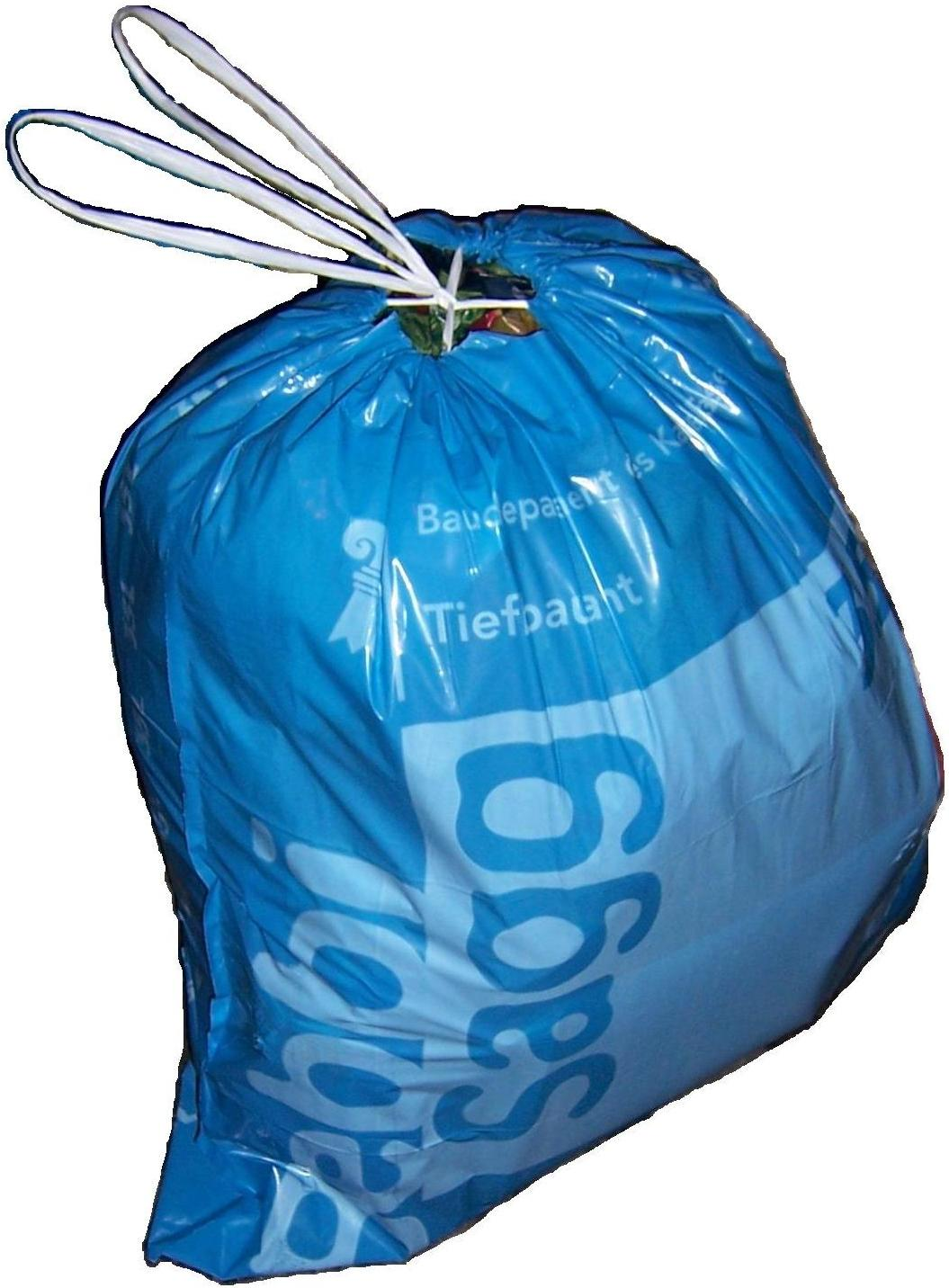
Sacchetto di plastica per il contenimento di rifiuti.
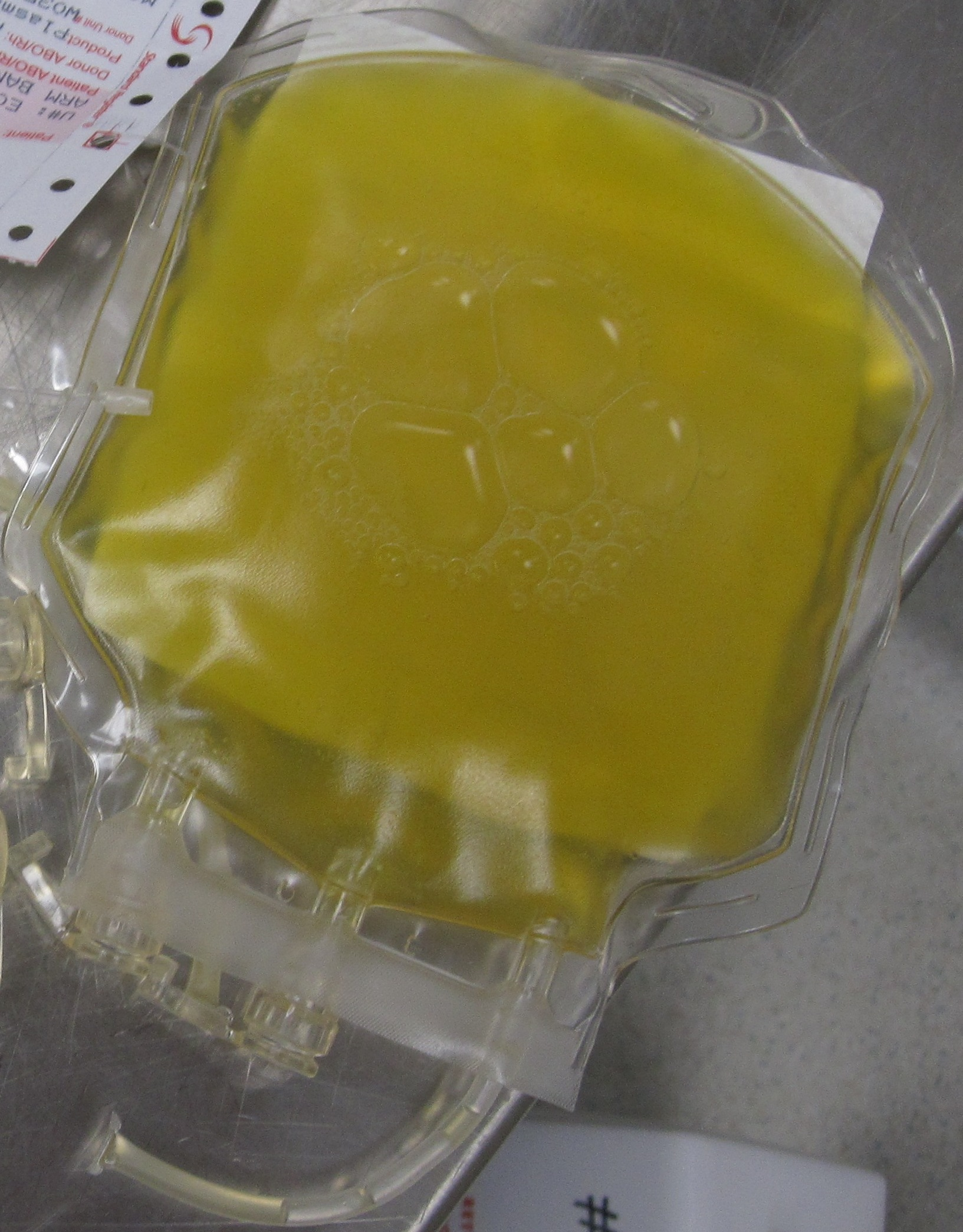
Sacchetto contenente plasma.
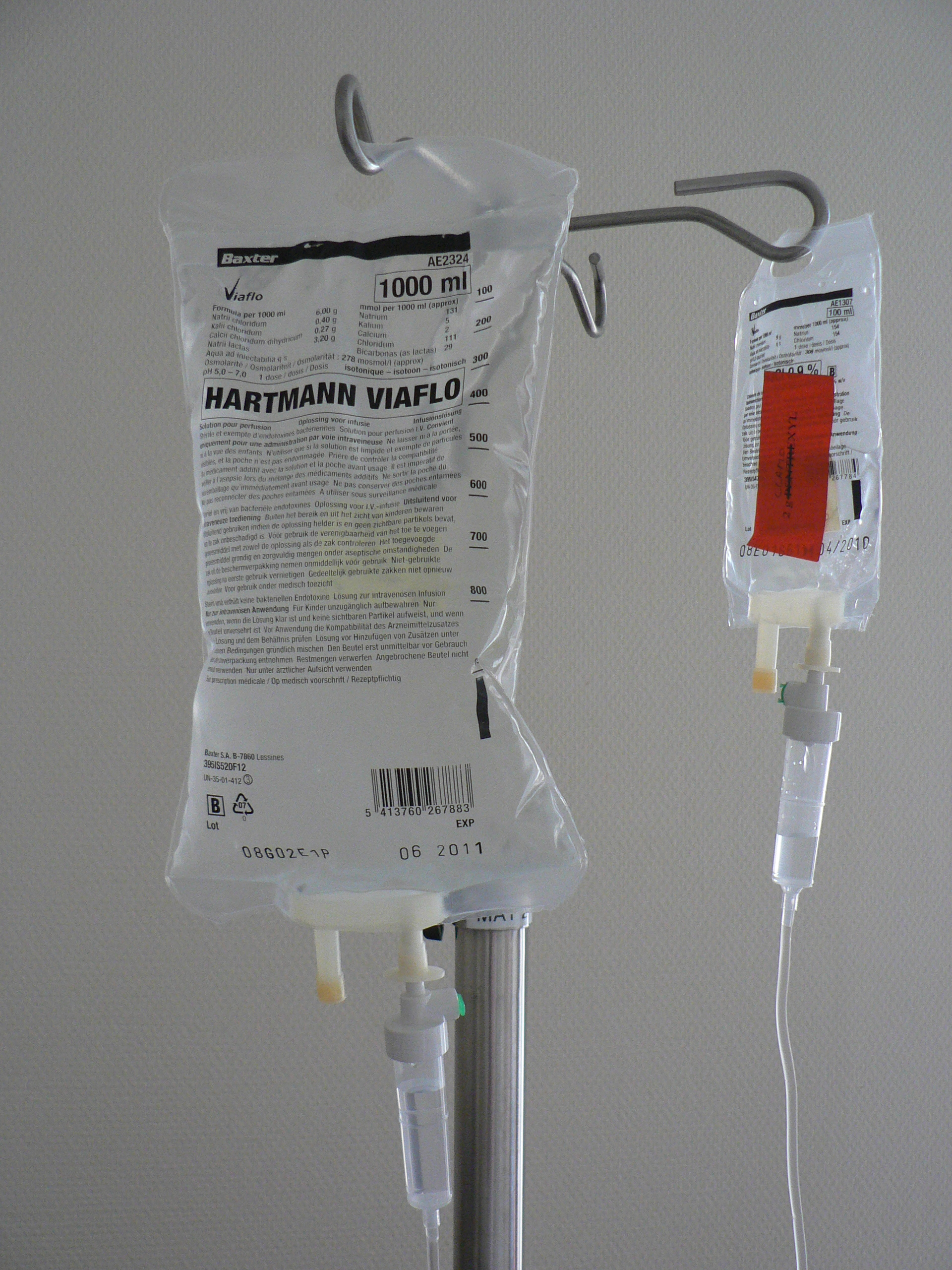
Sacchetti di plastica per fleboclisi.
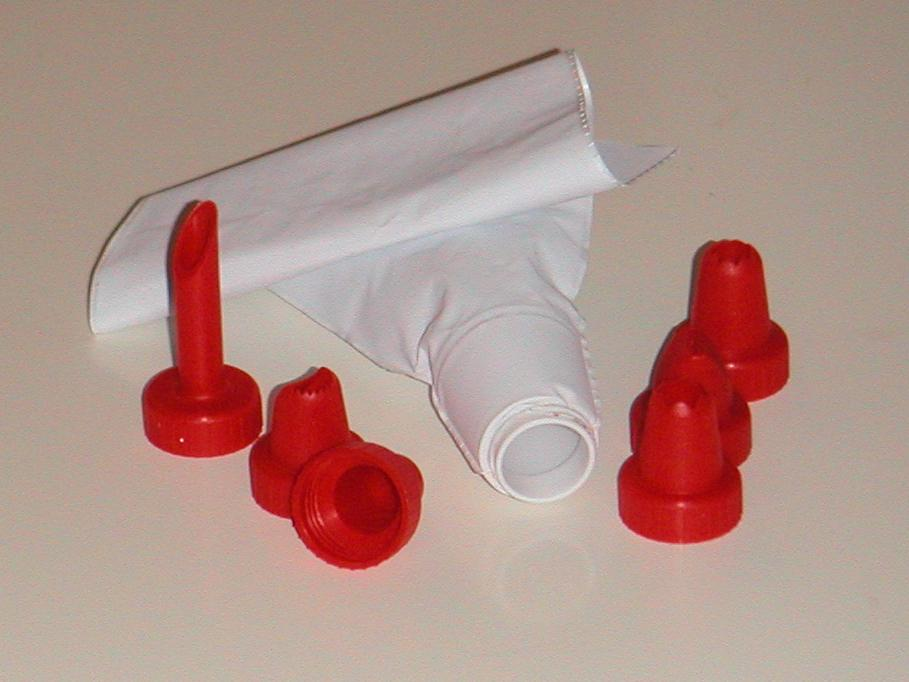
Sacchetto di plastica utilizzato per la preparazione di dolci (sac à poche).

## Produzione
I sacchetti di plastica vengono in genere prodotti attraverso filmatura per soffiaggio, da cui si ottiene un film a forma di tubo che viene poi chiuso attraverso termosaldatura.
La materia prima utilizzata nella filmatura per soffiaggio è costituita da materiale plastico in granuli; tali granuli sono a loro volta ottenuti da precedenti operazioni di polimerizzazione e miscelazione (compounding).

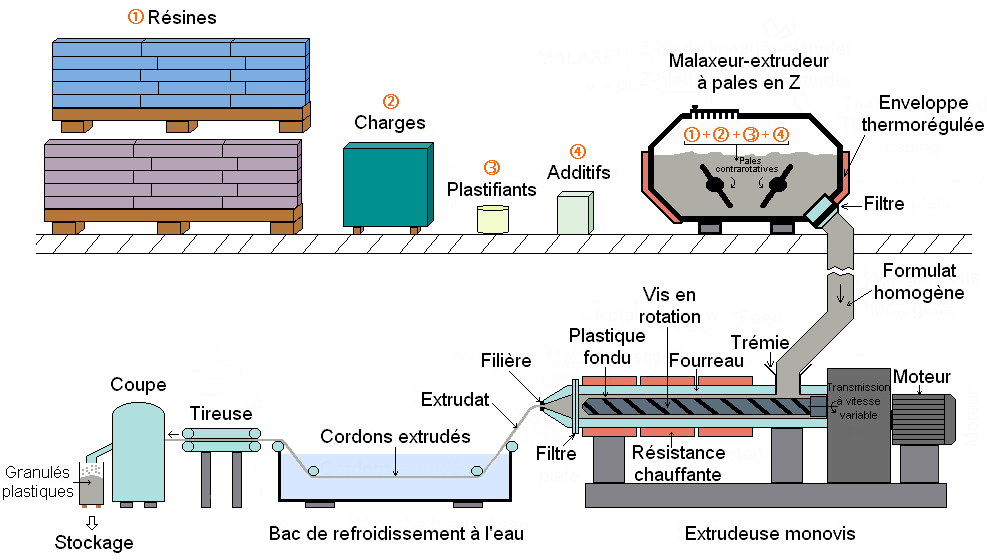
Schema del processo di miscelazione (compounding) per l'ottenimento di granuli di materiale plastico.
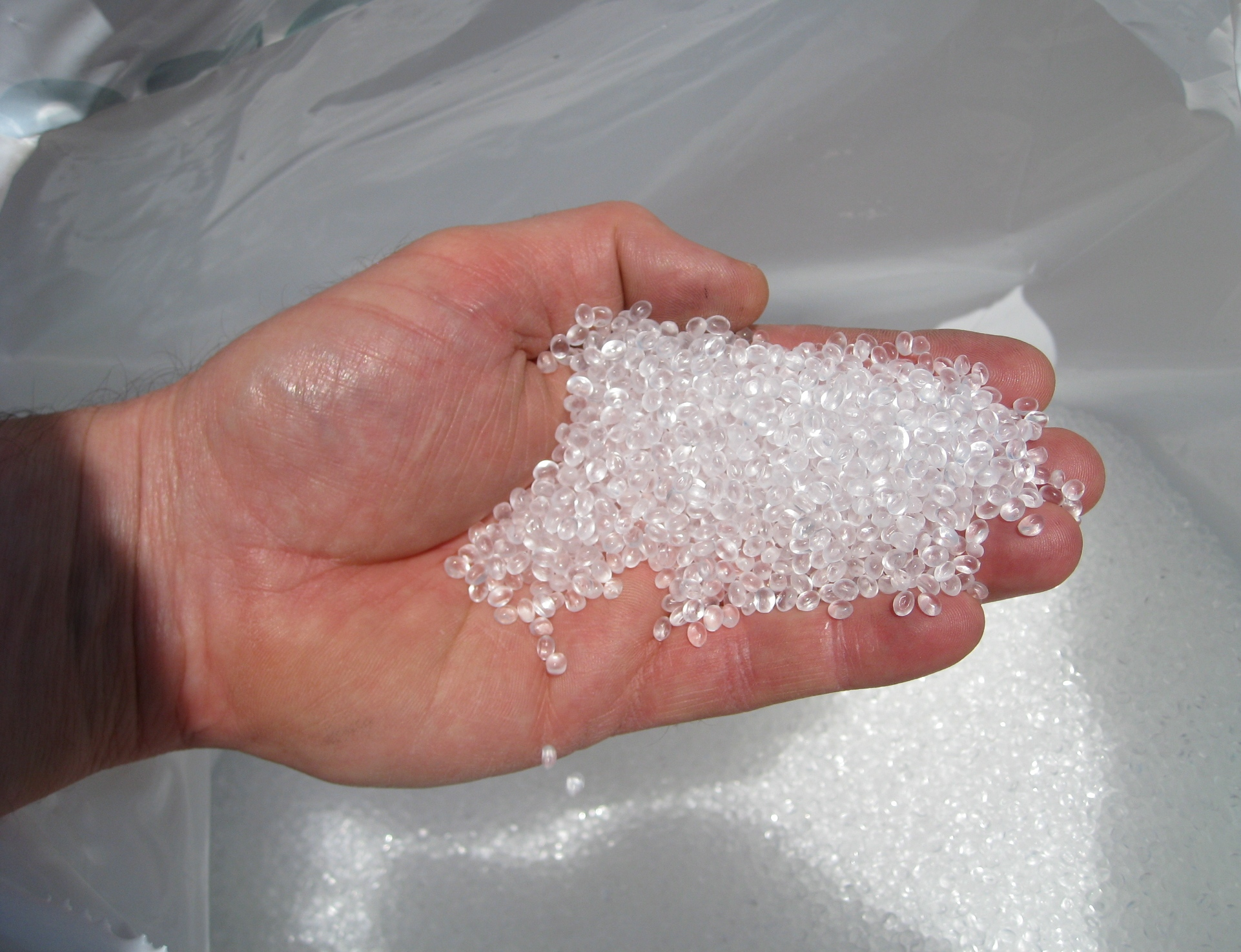
Granuli di materiale plastico.
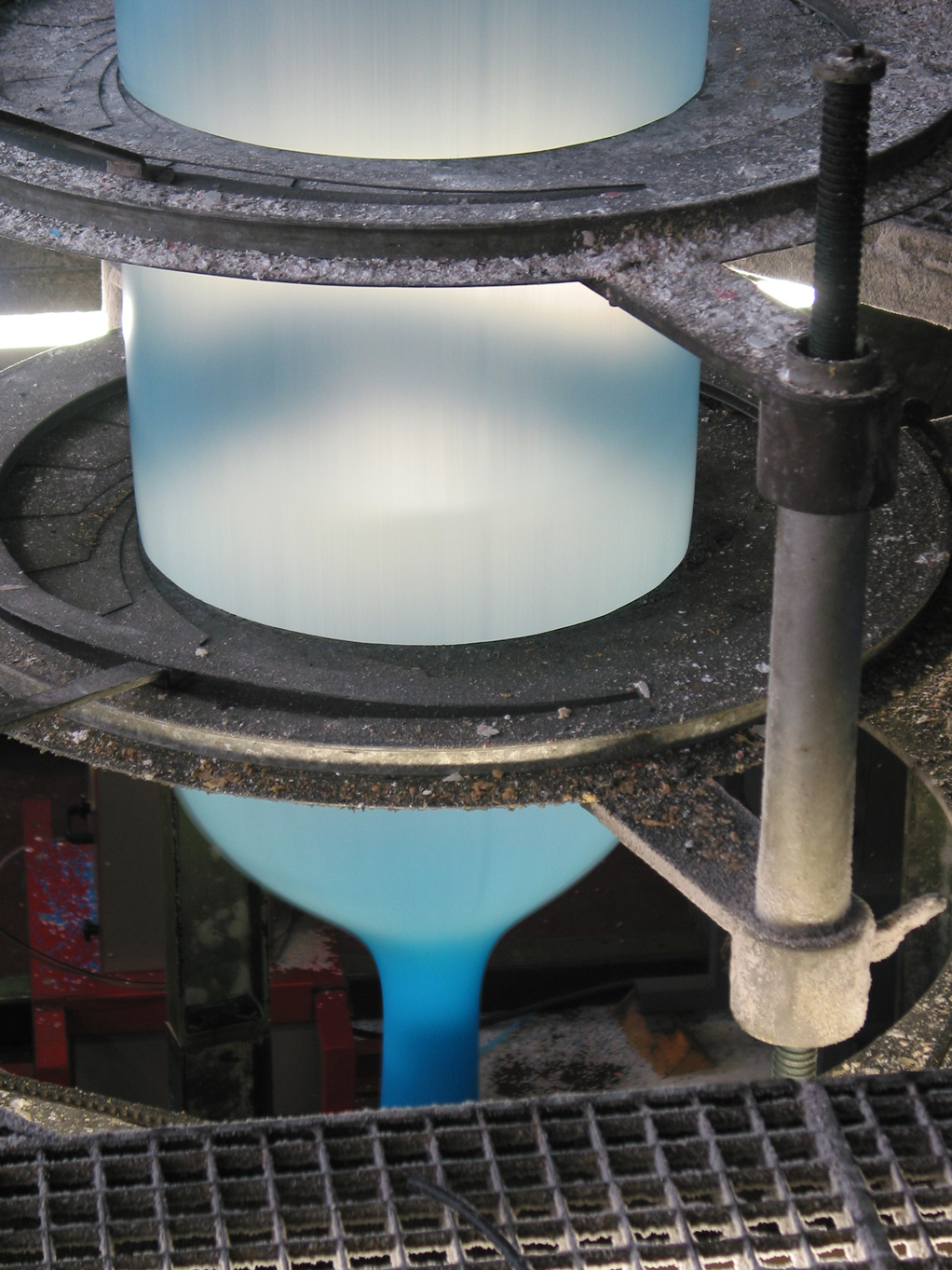
Ottenimento di un film di materiale plastico per soffiaggio.

## Considerazioni ambientali

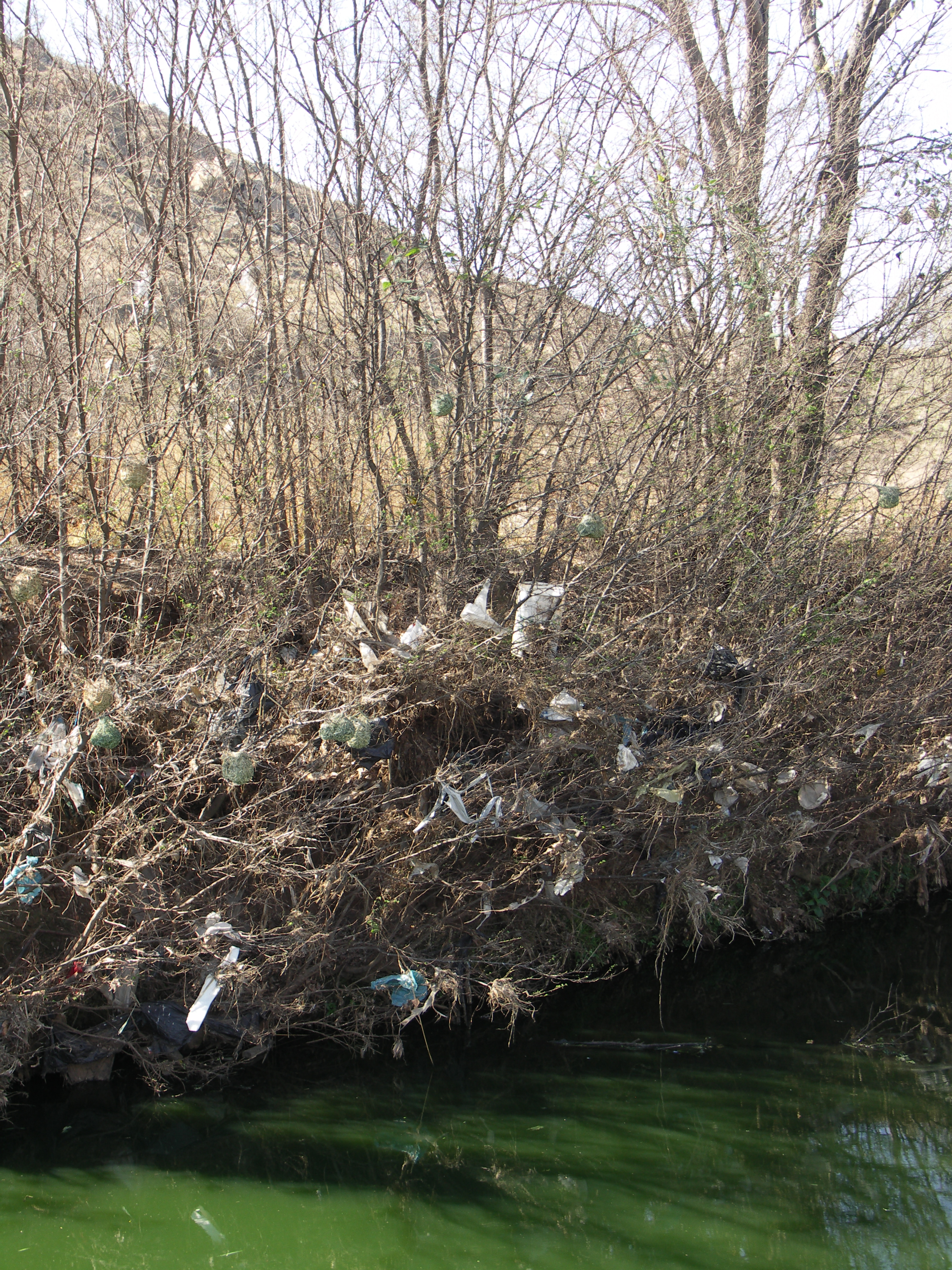
Inquinamento nei pressi di un corso d'acqua ad opera di sacchetti di plastica.

L'abbandono di sacchetti di plastica nell'ambiente può essere letale per alcuni animali, che possono ingerirli oppure possono rimanere soffocati nel tentativo di ingerire residui di cibo contenuti all'interno dei sacchetti.
A seconda del materiale di cui sono fatti, i sacchetti di plastica possono essere riciclati più o meno facilmente.
Esistono anche dei particolari sacchetti di plastica in bioplastica, che promettono una maggiore biodegradabilità rispetto ai tradizionali sacchetti in polietilene. I sacchetti compostabili, compatibili con la normativa vigente, realizzati in materiale compostabile e biodegradabile sono progettati proprio per garantire il corretto smaltimento dei rifiuti organici, facilitare il lavoro dell’intera filiera ecologica e ridurre l’impatto ambientale.

## Riferimenti normativi
- Art. 226-bis del Decreto leigslativo 3 aprile 2006, n. 152 - Norme in materia ambientale.